# Rijksstad Neurenberg

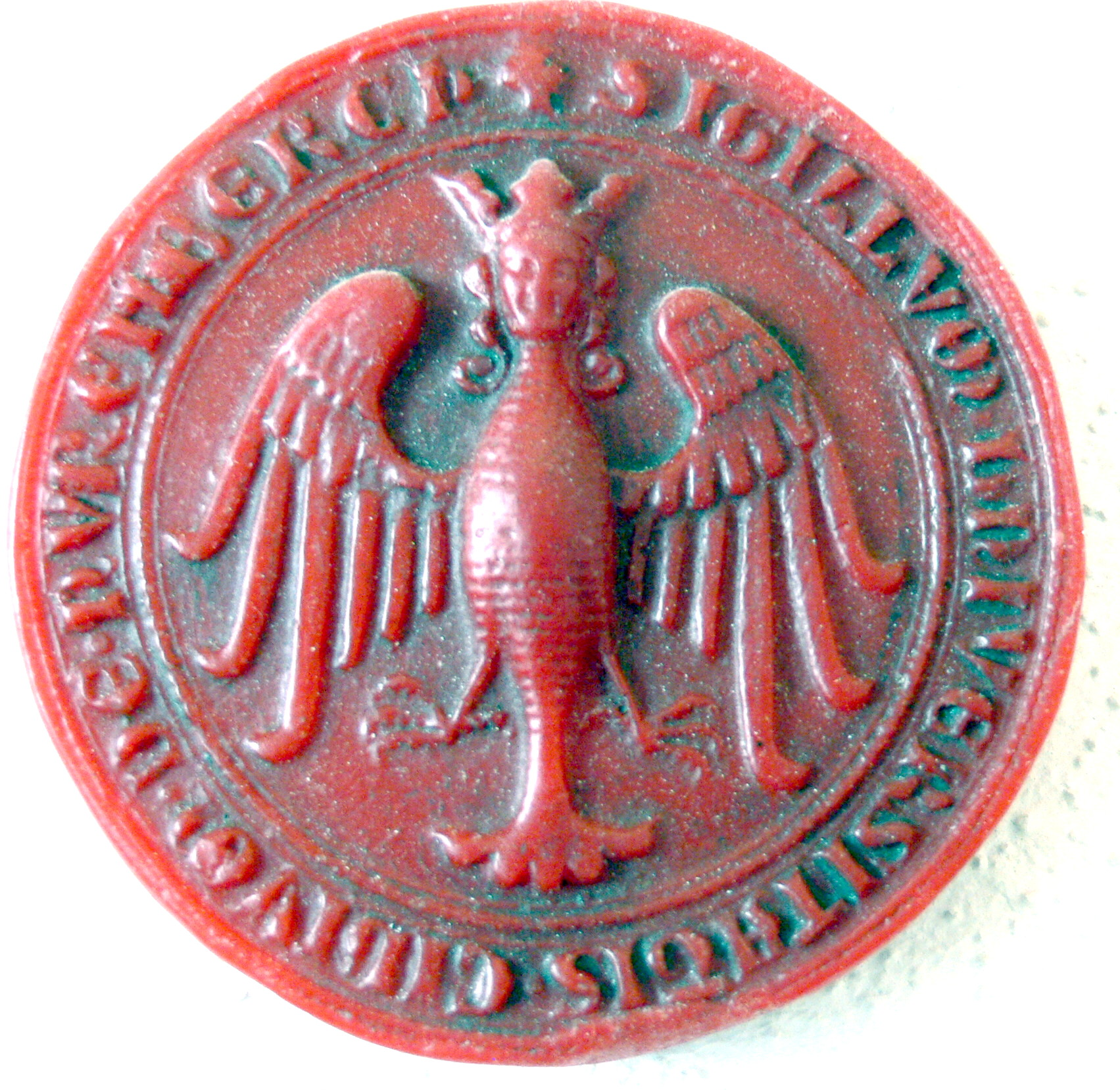
Zegel Freien Reichsstadt Nürnberg uit 1473

Neurenberg was een tot de Frankische Kreits behorende rijksstad binnen het Heilige Roomse Rijk.

## De periode tot hetinterregnum
De stad Neurenberg (Duits: Nürnberg, afgeleid van nuorenberc = rotsberg) is ontstaan uit de rijksburcht die in 1050 voor het eerst vermeld werd. De burcht speelde een belangrijke rol, maar het belang werd echt groot tijdens de regering van Koenraad III (Rooms-koning). Er waren ook de burggraven van Neurenberg. Omstreeks 1173 werd de schout vermeld, wat wees op een stedelijke rechtspraak. In 1152 was de stad nog familiebezit: keizer Koenraad III schonk ze aan zijn zoon hertog Frederik van Rothenburg. Na diens dood bouwde keizer Frederik I de burcht uit tot een keizerpalts. In het begin van de dertiende eeuw was de palts het bestuurscentrum voor de rijksgoederen.
De aanwezigheid van het keizerlijk hof gaf een sterke economische impuls aan de nederzetting. Keizer Frederik II verleende de burgers een aantal economische privileges in de grote vrijheidsbrief van 8 november 1219. Politiek bleef de nederzetting echter onderworpen aan de keizerlijke voogdij. Pas na het wegvallen van de Hohenstaufen kon er een zelfstandige entiteit ontstaan. In 1256 was er een stadsraad en begon men met de omwalling. Maar de erfgenamen van de Hohenstaufen bleven Neurenberg als familiebezit zien. Na de terechtstelling van Konradijn van Hohenstaufen in 1268 was de hertog van Beieren zijn erfgenaam. De dreiging om een landstad van Beieren te worden, werd verhinderd door de politiek van koning Rudolf.

## De burggraven
Inmiddels waren de burggraven een belangrijke machtsfactor geworden. Het burggraafschap was tot het uitsterven in 1191 in handen van het huis Raab. Dit geslacht werd in 1191 opgevolgd door de Hohenzollern. Hun macht was in het Interregnum zodanig gegroeid, dat koning Rudolf genoodzaakt was een aantal van de door hun verworven bevoegdheden te erkennen. Hiermee was de kiem gelegd voor de onenigheden die er tot het einde van het Heilige Roomse Rijk zijn geweest tussen de stad en de latere vorstendommen Ansbach en Bayreuth.

## Van interregnum tot Reformatie

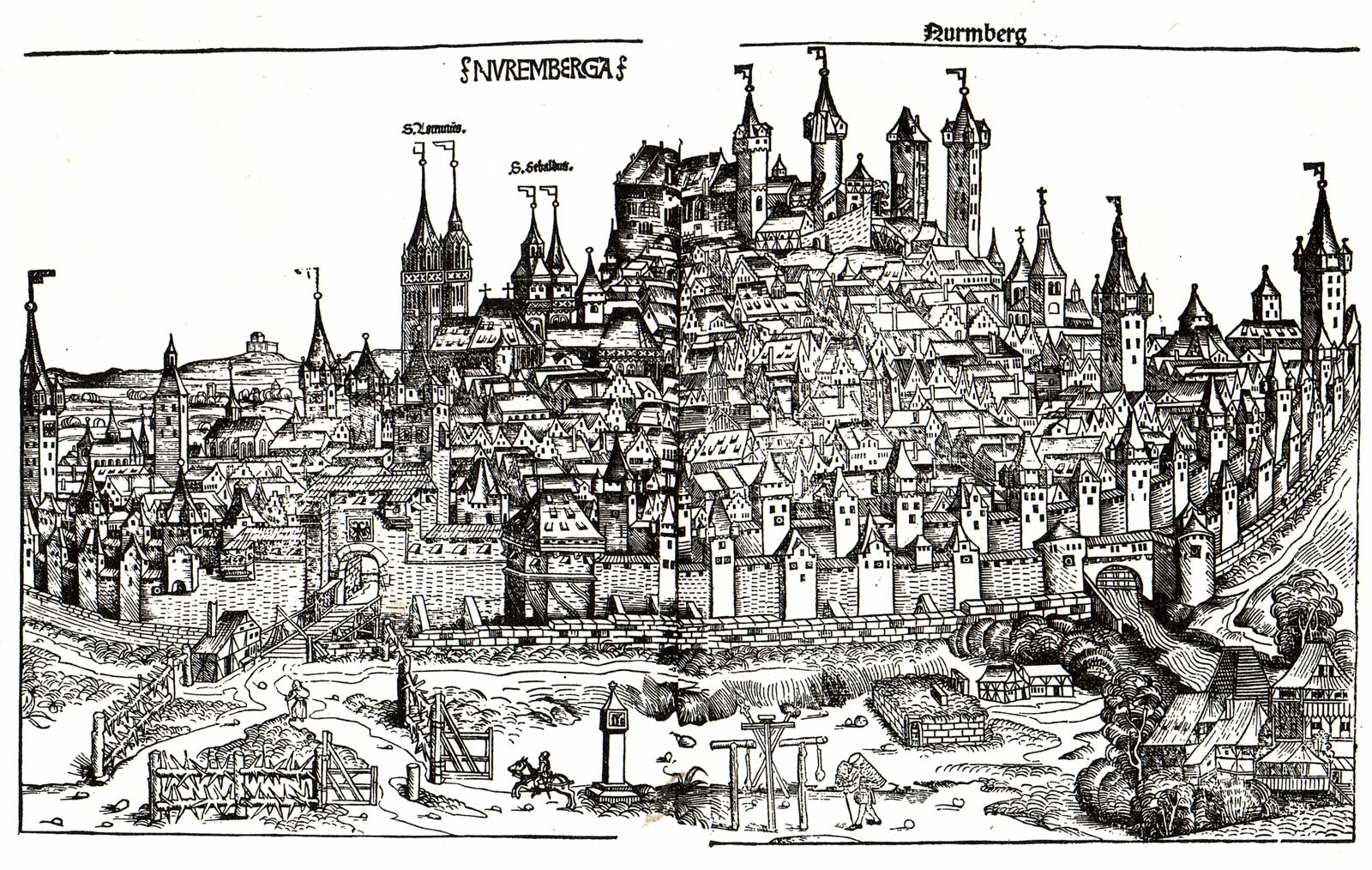
Nürnberg in 1493

De relatie met keizer Lodewijk de Beier was zeer goed. De stad steunde hem en de keizer verleende de stad belangrijke juridische privileges. De bevolking groeide zodanig dat de stad moest worden uitgebreid door een nieuwe omwalling. Keizer Karel IV beloonde de steun van de stad aan hem in de Gouden Bul van 1356. In de bul werd vastgelegd dat iedere keizer zijn eerste rijksdag in Neurenberg bijeen moest roepen. De macht van de stad groeide, maar ook die van de burggraaf. Het ambt van burggraaf van Neurenberg werd in 1363 in rang gelijkgesteld aan dat van rijksvorst. De stad ging tot de tegenaanval over. In 1385 verwierf de stad het ambt van schout in eigendom, in 1388 vervielen de grondcijnsrechten van de burggraaf en in 1391 werd de invloed van de burggraaf bij de bouw van de stadsmuur en het beheer van de bossen teruggedrongen. In 1400 verwierf de stad zelfs de burcht Lichtenau bij Ansbach, waardoor er druk kon worden uitgeoefend op deze burggrafelijke bezitting.
In 1420 leek er een eind te komen aan de politieke nachtmerrie als een Beiers leger de burcht in Neurenberg verwoest en de stad de ruïnes kon kopen. Er kon nu ook een stedelijk territorium ontstaan. De verlening van het markgraafschaap Brandenburg met de daaraan verbonden keurvorstelijke waardigheid aan de burggraven deed de macht van deze tegenstander enorm groeien. Tijdens de Eerste Markgravenoorlog (1449-1450) wist de stad de markgraaf te weerstaan.
Keizer Sigismund was de stad zodanig goed gezind dat hij in 1424 besloot dat de kroonjuwelen in de stad moesten worden bewaard. Dit besluit heeft tot 1796 stand gehouden.
Door deelname aan de Landshuter Successieoorlog van 1504-1505 breidde de stad uit met een aantal dorpen.

## Van de Reformatie tot het einde van de rijksstad
In 1525 werd de Reformatie ingevoerd en in 1622 werd er een universiteit gesticht in Altdorf.
In 1792 en 1796 moest de stad accepteren dat Beieren en Pruisen een deel van haar landelijk gebied annexeerden.
In de Reichsdeputationshauptschluss van 25 februari 1803 was Neurenberg een van de zes rijkssteden, die hun zelfstandigheid (volgens paragraaf 27) wisten te bewaren. Bij de andere vijf steden waren er ook nog bepalingen opgenomen over het gebied, maar voor Neurenberg werd de regeling uitgesteld naar een later tijdstip.
Lang duurt de nieuwe situatie niet, want in artikel 17 van de Rijnbondsacte van 12 juli 1806 werd de inlijving van de rijksstad bij het nieuwe koninkrijk Beieren definitief geregeld.

## Grondgebied
Naast de stad zelf bestond het grondgebied uit het Sebalder Wald en het Lorenzer Wald. Verder uit de ambten Wöhrd, Gostenhof, Altdorf, Lauf, Hersbruck, Reicheneck, Engeltahl, Hohenstein, Velden, Betzenstein, Hilpoltstein, Gräfenberg en Lichtenau.